# Sandy Brinck
Sandy Brinck (født 3. maj 1972) er en dansk politiker som var medlem af Folketinget for Socialdemokratiet fra 1999 til 2005.
Hun overtog Poul Nielsons plads i Folketinget 16. september 1999 da han blev EU-kommissær. Den 24. juni 2005 meddelte Sandy Brinck, at hun med øjeblikkelig virkning ville forlade dansk politik og dermed Christiansborg, på grund af uoverensstemmelser om ledelsesstilen hos Socialdemokratiet. Hun tiltrådte 1. august et job som fuldmægtig i Amtsrådsforeningens social- og psykiatrikontor. Den 23. august 2007, meddelte Sandy Brinck, at hun forlod Socialdemokratiet til fordel for Socialistisk Folkeparti. Dette skyldtes bl.a. Socialdemokratiets skattepolitik.

## Biografiske oplysninger
Født 3. maj 1972 i Vejle, datter af forstander Birtha Rasmussen og lagerchef Georg Emil Rasmussen.

### Uddannelse
- Ødsted Skole 1988
- Rebild Efterskole 1988-89
- US Grant Oklahoma City 1989-90
- HF Rosborg Gymnasium 1990-92
- Cand.scient.pol. Aarhus Universitet 1993-95 og Københavns Universitet 1995-99[kilde mangler]

### Politiske hverv
- Formand for DSU i Vejle Amt 1992-94
- Medlem af DSU's hovedbestyrelse 1992-94
- Folketinget (midlertidigt medlem for Vejle Amtskreds) 16.-30. april 1998, 23.-29. juni 1998, 18.-26. marts 1999 og 15.-23. april 1999
- Folketingsmedlem for Vejle Amtskreds 16. september 1999 – 20. november 2001 og for Vestsjællands Amtskreds fra 20. nov. 2001

### Opstillet
- Til Folketinget for Socialdemokraterne i Givekredsen 1995-98 og i Kalundborgkredsen fra 1998.